# Erminia di Reuss-Greiz
Erminia di Reuss-Greiz (Greiz, 17 dicembre 1887 – Francoforte sull'Oder, 7 agosto 1947) fu la seconda moglie di Guglielmo II di Germania e quindi utilizzò i titoli di Imperatrice Tedesca e Regina di Prussia.

## Nascita
La principessa Erminia era la figlia di Enrico XXII, principe Reuss di Greiz (28 marzo 1846 – 19 aprile 1902) e di sua moglie, la principessa Ida di Schaumburg-Lippe (28 luglio 1852 – 28 settembre 1891), a sua volta figlia di Adolfo I di Schaumburg-Lippe. Il padre di Erminia era il governante del principato di Reuss, della linea maggiore, in quella che attualmente è la Turingia (Germania); Enrico XXII fu un nemico implacabile di Bismarck. Il fratello di Erminia, Enrico XXIV, in seguito divenne principe di Reuss.

## Primo matrimonio
Erminia venne data in sposa il 7 gennaio 1907, a Greiz, al principe Giovanni Giorgio di Schönaich-Carolath (11 settembre 1873 – 7 aprile 1920).
Erminia e Giovanni Giorgio ebbero cinque figli:
- Principe Hans Georg Heinrich Ludwig Friedrich Hermann Ferdinand di Schönaich-Carolath (3 novembre 1907 – 9 agosto 1943), sposò Sibilla, baronessa di Zedlitz e Leipe; fu ucciso in battaglia in Russia durante la Seconda guerra mondiale;
- Principe Georg Wilhelm di Schönaich-Carolath (16 marzo 1909 – 1º novembre 1927), morì senza sposarsi;
- Principessa Hermine Caroline Wanda Ida Luise Feodora Viktoria Auguste di Schönaich-Carolath (n. 9 maggio 1910 - 30 maggio 1959), sposò Hugo Herbert Hartung;
- Principe Ferdinand Johann Georg Hermann Heinrich Ludwig Wilhelm Friedrich August di Schönaich-Carolath (5 aprile 1913 – 17 ottobre 1973), sposò in prime nozze Rose Rauch ed in seconde nozze Margret, baronessa di Seckendorff;
- Principessa Henriette Hermine Wanda Ida Luise di Schönaich-Carolath (25 novembre 1918 – 16 marzo 1972), sposò Carlo Francesco di Prussia.

## Matrimonio con l'ex-imperatore

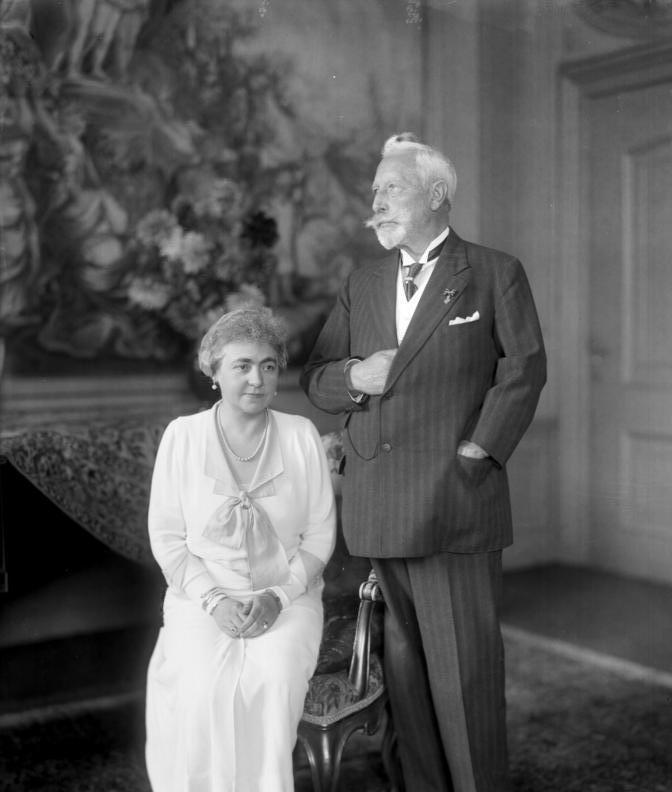
Erminia e Guglielmo II in esilio a Doorn, fotografia di Oscar Tellgmann (settembre 1933)

Nel gennaio 1922 un figlio della principessa Erminia inviò gli auguri di compleanno all'ex-imperatore tedesco Guglielmo II, che per ringraziarlo lo invitò a Doorn insieme alla madre. Guglielmo trovò la principessa attraente e apprezzò la sua compagnia: i due avevano molte cose in comune, essendo rimasti entrambi recentemente vedovi (Erminia da un anno e mezzo e Guglielmo da soli nove mesi).
Ben presto Guglielmo II si decise a sposare Erminia: nonostante le rimostranze dei sostenitori monarchici dell'ex-imperatore e le obiezioni dei figli, il sessantatreenne Guglielmo II e la trentaquattrenne Erminia si sposarono il 9 novembre 1922 a Doorn. Sotto tutti gli aspetti, questo fu un matrimonio felice e, dopotutto, anche il primo marito di Erminia era stato più vecchio di lei di quattordici anni.
Nel 1927 Erminia scrisse An Empress in Exile: My Days in Doorn (Un'imperatrice in esilio: i miei giorni a Doorn), un resoconto della sua vita fino a quel momento. Erminia rimase per Guglielmo una buona e fedele compagna fino alla morte dell'ex sovrano; i due non ebbero figli.

## Morte
La figlia di Erminia, Enrichetta, sposò nel 1940 un nipote di Guglielmo II, il figlio del principe Gioacchino, il principe Carlo Francesco.
Dopo la morte del kaiser, Erminia fece inizialmente ritorno in Germania, nella tenuta del primo marito in Slesia, benché sopravvivesse per soli altri sei anni, morendo a 59 anni. Dal 1945 venne tenuta agli arresti domiciliari a Francoforte sull'Oder, nella Germania dell'Est. Venne sepolta nel Tempio Antico di Potsdam.

## Titoli nobiliari
Dopo il matrimonio con Guglielmo II, Erminia venne spesso chiamata "Imperatrice Tedesca" e "Regina di Prussia" e, infatti, lei stessa utilizzò questi titoli benché non potesse in realtà fregiarsene in quanto, secondo la legge dinastica, il kaiser, abdicando al trono, era diventato un semplice "Principe di Prussia". Di conseguenza Erminia non godeva del trattamento di Maestà, ma era comunque Sua Altezza Imperiale e Reale Principessa Erminia di Prussia. I suoi altri titoli nobiliari, che ottenne per nascita, matrimonio e cortesia, furono:
- Sua Altezza Serenissima Principessa Erminia Reuss di Greiz (1887-1907);
- Sua Altezza Serenissima Principessa Giovanni di Schönaich-Carolath (1907-1922);
- Sua Maestà Imperiale e Reale l'Imperatrice Tedesca, Regina di Prussia (1922-1941);
- Sua Maestà Imperiale e Reale l'Imperatrice emerita Tedesca, Regina emerita di Prussia (1941-1947)

## Albero genealogico
|                              |                                       |                                         | Genitori                                       |  |  | Nonni |  |  | Bisnonni                   |  |  | Trisnonni                |  |
|                              |                                       |                                         |                                                |  |  |       |  |  | Enrico XIII di Reuss-Greiz |  |  | Enrico XI di Reuss-Greiz |  |
|                              |                                       |                                         |                                                |  |  |       |  |  | Enrico XIII di Reuss-Greiz |  |  | Enrico XI di Reuss-Greiz |  |
|                              |                                       | Corradina di Reuss-Schleiz              |                                                |  |  |       |  |  | Enrico XIII di Reuss-Greiz |  |  |                          |  |
| Enrico XX di Reuss-Greiz     |                                       |                                         |                                                |  |  |       |  |  | Enrico XIII di Reuss-Greiz |  |  |                          |  |
|                              |                                       | Guglielmina Luisa di Nassau-Weilburg    | Carlo Cristiano di Nassau-Weilburg             |  |  |       |  |  |                            |  |  |                          |  |
|                              |                                       | Guglielmina Luisa di Nassau-Weilburg    | Carlo Cristiano di Nassau-Weilburg             |  |  |       |  |  |                            |  |  |                          |  |
|                              |                                       | Guglielmina Luisa di Nassau-Weilburg    | Carolina d'Orange-Nassau                       |  |  |       |  |  |                            |  |  |                          |  |
| Enrico XXII di Reuss-Greiz   |                                       | Guglielmina Luisa di Nassau-Weilburg    |                                                |  |  |       |  |  |                            |  |  |                          |  |
|                              |                                       | Gustavo d'Assia-Homburg                 | Federico V d'Assia-Homburg                     |  |  |       |  |  |                            |  |  |                          |  |
|                              |                                       | Gustavo d'Assia-Homburg                 | Federico V d'Assia-Homburg                     |  |  |       |  |  |                            |  |  |                          |  |
|                              |                                       | Gustavo d'Assia-Homburg                 | Carolina d'Assia-Darmstadt                     |  |  |       |  |  |                            |  |  |                          |  |
| Carolina d'Assia-Homburg     |                                       | Gustavo d'Assia-Homburg                 |                                                |  |  |       |  |  |                            |  |  |                          |  |
|                              |                                       | Luisa Federica di Anhalt-Dessau         | Federico di Anhalt-Dessau                      |  |  |       |  |  |                            |  |  |                          |  |
|                              |                                       | Luisa Federica di Anhalt-Dessau         | Federico di Anhalt-Dessau                      |  |  |       |  |  |                            |  |  |                          |  |
|                              |                                       | Luisa Federica di Anhalt-Dessau         | Amalia d'Assia-Homburg                         |  |  |       |  |  |                            |  |  |                          |  |
| Erminia di Reuss-Greiz       |                                       | Luisa Federica di Anhalt-Dessau         |                                                |  |  |       |  |  |                            |  |  |                          |  |
|                              | Giorgio Guglielmo di Schaumburg-Lippe | Filippo II di Schaumburg-Lippe          |                                                |  |  |       |  |  |                            |  |  |                          |  |
|                              | Giorgio Guglielmo di Schaumburg-Lippe | Filippo II di Schaumburg-Lippe          |                                                |  |  |       |  |  |                            |  |  |                          |  |
|                              | Giorgio Guglielmo di Schaumburg-Lippe | Giuliana d'Assia-Philippsthal           |                                                |  |  |       |  |  |                            |  |  |                          |  |
| Adolfo I di Schaumburg-Lippe | Giorgio Guglielmo di Schaumburg-Lippe |                                         |                                                |  |  |       |  |  |                            |  |  |                          |  |
|                              |                                       | Ida di Waldeck e Pyrmont                | Giorgio I di Waldeck e Pyrmont                 |  |  |       |  |  |                            |  |  |                          |  |
|                              |                                       | Ida di Waldeck e Pyrmont                | Giorgio I di Waldeck e Pyrmont                 |  |  |       |  |  |                            |  |  |                          |  |
|                              |                                       | Ida di Waldeck e Pyrmont                | Augusta di Schwarzburg-Sondershausen           |  |  |       |  |  |                            |  |  |                          |  |
| Ida di Schaumburg-Lippe      |                                       | Ida di Waldeck e Pyrmont                |                                                |  |  |       |  |  |                            |  |  |                          |  |
|                              |                                       | Giorgio II di Waldeck e Pyrmont         | Giorgio I di Waldeck e Pyrmont *               |  |  |       |  |  |                            |  |  |                          |  |
|                              |                                       | Giorgio II di Waldeck e Pyrmont         | Giorgio I di Waldeck e Pyrmont *               |  |  |       |  |  |                            |  |  |                          |  |
|                              |                                       | Giorgio II di Waldeck e Pyrmont         | Augusta di Schwarzburg-Sondershausen *         |  |  |       |  |  |                            |  |  |                          |  |
| Erminia di Waldeck e Pyrmont |                                       | Giorgio II di Waldeck e Pyrmont         |                                                |  |  |       |  |  |                            |  |  |                          |  |
|                              |                                       | Emma di Anhalt-Bernburg-Schaumburg-Hoym | Vittorio II di Anhalt-Bernburg-Schaumburg-Hoym |  |  |       |  |  |                            |  |  |                          |  |
|                              |                                       | Emma di Anhalt-Bernburg-Schaumburg-Hoym | Vittorio II di Anhalt-Bernburg-Schaumburg-Hoym |  |  |       |  |  |                            |  |  |                          |  |
|                              |                                       | Emma di Anhalt-Bernburg-Schaumburg-Hoym | Amalia di Nassau-Weilburg                      |  |  |       |  |  |                            |  |  |                          |  |
|                              |                                       | Emma di Anhalt-Bernburg-Schaumburg-Hoym |                                                |  |  |       |  |  |                            |  |  |                          |  |